# Cumbre de las Américas
Las Cumbres de las Américas son reuniones de jefes de Estado y de gobierno de los Estados soberanos de América que tienen lugar desde 1994 cada un promedio de tres años para tratar asuntos políticos compartidos, afirmar valores comunes y comprometerse a acciones concertadas a nivel nacional y regional con el fin de hacer frente a desafíos presentes y futuros que enfrenta el continente. La Cumbre es el foro político regional de más alto nivel.
Desde el inicio del Proceso de Cumbres, los jefes de Estado y de gobierno han definido una amplia gama de prioridades orientadas a atender las necesidades y aspiraciones de los pueblos del continente americano. A lo largo de las distintas ediciones de las Cumbres, la democracia ha ocupado un lugar central en la agenda, pese a la diversidad temática abordada. Los temas tratados han respondido a las preocupaciones específicas de los Estados participantes e incluyen aspectos como la construcción de una comunidad hemisférica democrática, la preservación y el fortalecimiento de los sistemas democráticos, la promoción de la buena gobernanza y la vinculación entre la democracia y las cuestiones socioeconómicas. 
Con el objetivo de asegurar la sustentabilidad del Proceso de Cumbres, la Secretaría de Cumbres de las Américas de la OEA, secretaría técnica y memoria institucional de dicho proceso, destina esfuerzos permanentes en el seguimiento a la implementación de los mandatos de las Cumbres de las Américas y apoyo a los países sede en el proceso de preparación.  

## Historia
En 1889, durante la Primera Conferencia Internacional Americana, los gobiernos decidieron establecer la Oficina Comercial de las Repúblicas Americanas, predecesora de la Unión Panamericana y que luego, en 1948, daría paso a la Organización de los Estados Americanos (OEA). En una primera etapa, las conferencias interamericanas impulsaron la evolución del Derecho Interamericano, a través de la suscripción de convenciones y acuerdos en temas tan diversos como comercio, aguas internacionales, derecho de asilo, arbitraje, correos, asuntos consulares, así como la adopción de tratados sobre principios, prácticas y procedimientos de derecho internacional privado y público. Esa primera fase del multilateralismo regional, caracterizado por el desarrollo del Derecho Internacional Interamericano, duró hasta los primeros años después de la Segunda Guerra Mundial.  
En una segunda etapa, la agenda regional fue profundamente influenciada por la confrontación ideológica de los años de la Guerra Fría y el sistema interamericano subordinó los principios y valores políticos de la democracia a intereses de seguridad regional. Durante este período, dos Cumbres Presidenciales con la participación de 19 países de la región tuvieron lugar en Ciudad de Panamá, Panamá, en 1956 y en Punta del Este, Uruguay, en 1967. La Cumbre de Panamá culminó en una Declaración que instaba a un esfuerzo cooperativo para promover la libertad humana y aumentar el nivel de vida. La Cumbre de Punta del Este (1967) tenía por objetivo el fortalecimiento la Alianza para el Progreso, una iniciativa del Presidente Kennedy para promover el desarrollo y las relaciones pacíficas en las Américas. La OEA coauspició el evento junto con Uruguay, y la Cumbre dio origen a la Declaración de los Presidentes de América que estableció diversos objetivos, incluyendo la creación para 1980 del Mercado Común para América Latina, excluyendo a los Estados Unidos, y la promoción de la cooperación multilateral en el desarrollo de infraestructuras, agricultura, control de armas y educación.  
Hacia la década de 1990, el clima político, económico y social de las Américas había cambiado significativamente. De la desconfianza y la confrontación que caracterizó el período de la Guerra Fría, la región pasó a construir una nueva agenda basada en tres consensos fundamentales: democracia, libre mercado y la necesidad de fortalecer el multilateralismo en la región, como respuesta al fenómeno de la globalización. La existencia de esas referencias políticas y económicas comunes abrieron paso a un vasto proyecto de cooperación política e integración económica en el hemisferio, desde Canadá hasta Argentina, que decanta con la Primera Cumbre de las Américas de Miami, Estados Unidos de 1994. 
Las negociaciones preparatorias de la Primera Cumbre se hicieron al margen de la OEA, pues se consideraba, en ese momento, que la Organización, requería profundas reformas y una reorientación de sus objetivos estratégicos a la luz de las nuevas condiciones del sistema internacional. Así, a diferencia de las Cumbres que tienen lugar en otras regiones del mundo como Europa o África, las Cumbres de las Américas no son un proceso institucional de la organización regional, sino que constituyen un proceso entre los Estados participantes. Sin embargo, la Secretaría General de la OEA, a través de la Secretaría de Cumbres de las Américas oficia como secretaría técnica y memoria institucional del Proceso de Cumbres, en virtud del mandato adoptado en la Segunda Cumbre de Santiago de Chile.

## Cumbres realizadas
| Cumbre                             | Logo | Lugar                            | Fecha                        | Temas abordados | Resultados |
| ---------------------------------- | ---- | -------------------------------- | ---------------------------- | --- | --- |
| I                                  |      | Miami, Estados Unidos            | 9 al 11 de diciembre de 1994 | - Prosperidad - Desarrollo sostenible - Integración Económica - Erradicación de la pobreza - Protección del medio ambiente - Gobernabilidad democrática  | - Declaración de Principios - Plan de Acción |
| Cumbre sobre Desarrollo Sostenible |      | Santa Cruz de la Sierra, Bolivia | 7 al 8 de diciembre de 1996  | - Salud - Educación - Agricultura sostenible - Forestación - Ciudades y comunidades sostenibles - Gobernabilidad democrática                             | - Declaración de Principios - Plan de Acción |
| II                                 |      | Santiago, Chile                  | 18 al 19 de abril de 1998    | - Democracia - Justicia - Derechos Humanos - Área de Libre Comercio en las Américas - Gobernabilidad democrática                                         | - Declaración de Principios - Plan de Acción |
| III                                |      | Quebec, Canadá                   | 20 al 22 de abril de 2001    | - Seguridad hemisférica - Sociedad civil - Igualdad de género - Pueblos indígenas - Niñez y juventud - Gobernabilidad democrática                        | - Declaración de Principios - Plan de Acción |
| Extraordinaria                     |      | Monterrey, México                | 12 al 13 de enero de 2004    | - Combate de la pobreza - Desarrollo social - Crecimiento económico con equidad - Gobernabilidad democrática                                             | - Declaración de Nuevo León |
| IV                                 |      | Mar del Plata, Argentina         | 4 al 5 de noviembre de 2005  | - Creación de empleo - Trabajo decente - Gobernabilidad democrática                                                                                      | - Declaración de Principios - Plan de Acción |
| V                                  |      | Puerto España, Trinidad y Tobago | 17 al 19 de abril de 2009    | - Prosperidad - Seguridad energética - Sostenibilidad ambiental - Seguridad pública - Gobernabilidad democrática                                         | - Declaración de Compromiso de Puerto España |
| VI                                 |      | Cartagena de Indias, Colombia    | 9 al 15 de abril de 2012     | - Infraestructura - Pobreza, desigualdad e inequidad - Riesgo de desastres - Acceso a las tecnologías - Seguridad ciudadana - Gobernabilidad democrática | - Iniciativas |
| VII                                |      | Ciudad de Panamá, Panamá         | 10 al 11 de abril de 2015    | - Educación - Salud - Energía - Medio ambiente - Migración - Seguridad - Gobernabilidad democrática                                                      | - Iniciativas |
| VIII                               |      | Lima, Perú                       | 13 al 14 de abril de 2018    | - Lucha contra la corrupción - Gobernabilidad democrática                                                                                                | - Compromiso de Lima sobre Gobernabilidad Democrática frente a la Corrupción |
| IX                                 |      | Los Ángeles, Estados Unidos      | 6 al 10 de junio de 2022     | - Salud - Transformación Digital - Energías limpias - Medio ambiente - Gobernabilidad democrática - Migración                                            | - Plan de Acción Interamericano sobre Gobernabilidad Democrática - Plan de Acción sobre Salud y Resiliencia en las Américas - Programa Regional para la Transformación Digital - Acelerando la Transición Justa hacia la Energía Limpia, Sostenible y Renovable - Nuestro Futuro Sostenible y Verde - Declaración sobre Migración y Protección de Los Ángeles |
| X                                  |      | Punta Cana, República Dominicana | diciembre de 2025            | | |

## Proceso de Cumbres de las Américas
El Proceso de Cumbres de las Américas es continuo y cíclico, abarcando la fase preparatoria, la reunión de alto nivel, y la fase de seguimiento a la implementación de mandatos de cada una de las Cumbres. De este modo, se busca asegurar el monitoreo de la implementación de los mandatos adoptados, al tiempo de vincular las agendas de las diversas Cumbres entre sí y con otros eventos del sistema interamericano, como lo son las reuniones ministeriales y sectoriales interamericanas.
La Presidencia del Proceso recae en el país anfitrión de la Cumbre próxima, o en su defecto, la inmediatamente anterior. El 3 de noviembre de 2023, el gobierno de Estados Unidos, Presidencia del Proceso de la IX Cumbre, cedió la Presidencia a República Dominicana, que oficiará de anfitrión de la X Cumbre en 2025. 

## Estados participantes
A lo largo de la historia de las Cumbres de las Américas, han participado los mandatarios de los 35 Estados independientes americanos.
- Antigua y Barbuda
- Argentina
- Bahamas
- Barbados
- Belice
- Bolivia
- Brasil
- Canadá
- Chile
- Colombia
- Costa Rica
- Cuba *
- Dominica
- Ecuador
- El Salvador
- Jamaica
- Granada
- Guatemala
- Guyana
- Haití
- Honduras
- México
- Nicaragua **
- Panamá
- Paraguay
- Perú
- República Dominicana
- San Cristóbal y Nieves
- San Vicente y las Granadinas
- Santa Lucía
- Estados Unidos
- Surinam
- Trinidad y Tobago
- Uruguay
- Venezuela ***

* Cuba únicamente fue invitada a participar en la VII Cumbre en Panamá y VIII Cumbre en Lima. 
 ** Nicaragua no fue invitada a participar en la IX Cumbre en Los Ángeles. 
 *** Venezuela no fue invitada a participar en la VIII Cumbre en Lima ni en la IX Cumbre en Los Ángeles
Los Estados participantes en el Proceso de Cumbres, representados por sus Coordinadores Nacionales de Cumbres, conforman el Grupo de Revisión de la Implementación de Cumbres (GRIC). El GRIC es el órgano encargado de hacer seguimiento a los mandatos de las Cumbres, coordinar las agendas de las mismas y preparar futuras Cumbres. El GRIC se reúne en promedio 3 veces al año:, una a nivel ministerial, y dos a nivel de Coordinadores Nacionales de Cumbres. El GRIC fue creado en 1995 y es presidido por el país anfitrión de la Cumbre próxima, o en su defecto, la inmediatamente anterior. 

## Organismos regionales e internacionales
13 organismos regionales e internacionales componen el Grupo de Trabajo Conjunto de Cumbres (GTCC), el cual se origina con el Plan de Acción de Quebec (III Cumbre de las Américas, 2001) como un mecanismo de coordinación permanente del sistema interamericano, a fin de garantizar la implementación eficaz y eficiente de los mandatos acordados en la Cumbre de las Américas. 
Mediante una Carta de Entendimiento, cuatro organizaciones del Sistema Interamericano suscribieron su adhesión al GTCC en el 2001. La colaboración del GTCC en el Proceso de Cumbres se reafirma con la firma de un Memorando de Entendimiento (MOU) en septiembre de 2018, en donde se establece el GTCC como "el mecanismo de cooperación técnica horizontal que permite el diálogo continuo y la estrecha coordinación del sistema interamericano. 
La presidencia del GTCC recae en el Secretario General de la OEA, mientras que la secretaría técnica en la Secretaría de Cumbres de las Américas de la OEA. Las siguientes son las 13 organizaciones que integran el GTCC:
1. Organización de los Estados Americanos (OEA)
2. Banco Interamericano de Desarrollo (BID)
3. Comisión Económica para América Latina y el Caribe (CEPAL)
4. Organización Panamericana de la Salud (OPS)
5. Banco Mundial
6. Instituto Interamericano de Cooperación para la Agricultura (IICA)
7. Banco Centroamericano de Integración Económica (BCIE)
8. Banco de desarrollo de América Latina y el Caribe (CAF)
9. Banco de Desarrollo del Caribe (BDC)
10. Organización Internacional para las Migraciones (OIM)
11. Organización Internacional del Trabajo (OIT)
12. Programa de las Naciones Unidas para el Desarrollo (PNUD)
13. Organización para la Cooperación y el Desarrollo Económicos (OCDE)

## Actores Sociales
Las organizaciones de la sociedad civil y actores sociales tales como los pueblos indígenas, los jóvenes, el sector privado, los sindicatos, la academia, entre otros, desempeñan un papel especial en el Proceso de Cumbres. Brindan insumos y recomendaciones sobre las áreas temáticas de las Cumbres a los Estados participantes en preparación para futuras Cumbres y colaboran en la implementación de iniciativas en el desarrollo de la agenda hemisférica. 
En Cumbres anteriores, los Jefes de Estado y de Gobierno reconocieron la importancia de incluir a los actores sociales y alentaron a los gobiernos a cooperar con ellos en la formulación e implementación de políticas y programas de desarrollo.

## Secretaría de Cumbres de las Américas de la OEA
La Secretaría de Cumbres de las Américas de la Organización de los Estados Americanos (OEA) forma parte de los mecanismos institucionales del Proceso de Cumbres y actúa como su secretaría técnica y memoria institucional. En esta función, brinda asesoría y apoyo a la Presidencia del Proceso y a los Estados participantes en todas las fases del mismo. Asimismo, ejerce la secretaría técnica del Grupo de Revisión de la Implementación de Cumbres (GRIC), principal órgano ejecutor del Proceso.
La Secretaría también promueve alianzas estratégicas y coordina la participación de organismos internacionales, regionales y del sistema interamericano que conforman el Grupo de Trabajo Conjunto de Cumbres (GTCC), en respaldo a los esfuerzos de implementación de los Estados. Además, facilita y fortalece la participación de la sociedad civil y otros actores sociales en el Proceso de Cumbres.
La creación de la Secretaría fue mandatada por los Jefes de Estado y de Gobierno en la Segunda Cumbre de las Américas (Santiago, 1998), quienes encomendaron a la OEA el cumplimiento de estas funciones.

## El Inukshuk
El Inukshuk es una estatua de piedra utilizada por los Inuit y otros pueblos de la región ártica de América del Norte, siendo también un símbolo de las Cumbres de las Américas.
El Inukshuk se presentó por primera vez por Canadá, anfitrión de la III Cumbre, a Argentina, anfitrión de la IV Cumbre como símbolo de la orientación y la unidad hacia metas comunes y desde entonces, se ha utilizado para marcar los traspasos de las Presidencias del Proceso de Cumbres.

## Críticas y controversias
Para la IX reunión de la Cumbre de las Américas pactada para el 6 al 10 de junio de 2022, el anfitrión del evento Joe Biden, presidente de Estados Unidos, decidió la exclusión de la participación en el evento a los presidentes Nicolás Maduro de Venezuela, Miguel Díaz-Canel de Cuba y Daniel Ortega de Nicaragua, por considerarlos "dictadores", dicha decisión fue repudiada por los presidentes Andrés Manuel López Obrador de México, Luis Arce de Bolivia y Xiomara Castro de Honduras; los cuales advirtieron que si la decisión de la no invitación de todos los países americanos seguía vigente, estos no participarían en dicha reunión.
Del mismo modo, los mandatarios Johnny Briceño de Belice, Gabriel Boric de Chile y Alberto Fernández de Argentina en sus discursos repudiaron la decisión de Joe Biden de decidir cuáles países podían o no ser parte de la Cumbre de las Américas, además de criticar abiertamente la posición de Estados Unidos sobre las sanciones a Cuba y Venezuela, y expresar la búsqueda de unas mejores relaciones entre los estados americanos.